# Sportplatz Scharten
Der Sportplatz Scharten ist ein Fussball- und ehemaliger Feldhandballsportplatz in Wettingen. Lange Zeit war er die Heimstätte des FC Baden.

## Geschichte
120 Aren wurden für 28'500 Schweizer Franken dem Fabrikanten Wolf in Wettingen für den Bau des Fussballfeldes Abgekauft. Das erste Spiel fand am 16. Mai 1921 gegen Wiesbaden statt, welches der FC Baden 4:1 gewann. In den ersten Jahren mussten die Fussballer den Platz mit den Feldhandballern vom TSV Neue Sektion Baden und dem STV Baden teilen. Zusätzlich gastierte der Circus Knie jeweils auf der Wiese.
Während des Zweiten Weltkrieges mussten sie zusätzlich den Platz mit dem Erzrivalen FC Wettingen teilen, da der Platz der Wettinger für die Anbauschlacht verwendet wurde.
Am 20. August 1950 wurde die neu gebaute Tribüne eingeweiht. Zur Einweihung spielte der FC Baden ein Freundschaftsspiel gegen den Romford F.C., welches 0:1 Verloren ging. Die Tribüne kostete 85'000 Schweizer Franken und hatte Platz für 400 Personen.
An den Feldhandball-Weltmeisterschaft der Männer 1952 wurde am 10. Juni das Spiel Schweden gegen Spanien vor 2176 Zuschauern gespielt. Schweden gewann mit 9:2.
Aufgrund der schwierigen finanziellen Lage des FC Badens wurde der Scharten am 15. Dezember 1975 für 2 Millionen Franken an die Einwohnergemeinde Wettingen verkauft. Bis 1985 hatte der FC Baden Gastrecht. Die letzten drei Jahre bis 1988 musste der FC Baden Benützungsgebühren bezahlen. Danach zügelte der FC Baden in das Stadion Esp.
2002 musste der obere Teil der Tribüne vom Zivilschutz abgebrochen werden. Heutzutage sind nur noch die Garderoben unter der ehemaligen Tribüne vorhanden.
Am 27. Juli 2021 kehrte nach etlichen Jahren Abwesenheit der Feldhandball auf den Scharten zurück. Es wurde der SHV-Grossfeld-Cup am 27. Juli 2021 darauf gespielt.